# Православне цркве у Великој Хочи
Православне цркве у Великој Хочи, насељеном месту на територији општине Ораховац, на Косову и Метохији, припадају Епархији рашко-призренској Српске православне цркве. Неке од њих су због свог значаја и историјата проглашене и заштићене као непокретна културна добра као споменици културе, као основа да Велика Хоча и околина постану културно-историјска целина од изузетног значаја за српску и светску културну баштину.
Поред православних храмова Велика Хоча је позната и по културном наслеђу међу којима су куле и традиционалне куће, метоси манастира...
У селу постоји четрнаест православних црквених грађевина и то:
- Црква Светог Николе, из 13. века, споменик културе од изузетног значаја,[3]
- Црква, данас манастир Светог Јована Крститеља, из 14. века, споменик културе од изузетног значаја,
- Црква Светог Стефана, из 14. века, споменик културе,
- Црква Светог Луке, из 16. века, споменик културе,
- Црква Светог Пророка Илије,
- Црква Свете Недеље,
- Црква Свете Петке,
- Црква Свете Ане,
- Црква Светог Архангела Гаврила,
- Црква Светог апостола Петра,
- Црква Пречисте Богородице,
- Безимена црква на Риду,
- Црква Светог Василија и
- Црква Светог Спаса – Христа Спаситеља.